# Šubić I. György
Šubić I. György (horvátul: Juraj I. Šubić, 1247 – Klissza, 1303) horvát nemes, a Šubić nemzetségből származó sebenicói, omiši, traui és nini gróf.

## Családja
Šubić II. István brebiri és traui gróf fia, Šubić I. István brebiri és traui gróf unokája volt. Testvére I. Pál volt a család feje, aki a brebiri grófi cím mellett a horvát báni címet is viselte. Másik fiútestvére I. Mladen spalatoi és traui gróf volt, I. János pedig a brebiri grófi címet viselte. Lánytestvérei közül az Stanislava a klarissza rend apácája, a másik lány Jelena pedig Jacopo Tiepolo velencei nemes felesége lett.

## Élete
Nevével 1274. április 24-én találkozunk először az írásos forrásokban, amikor Sebenico podestájaként említik. Ekkor apjuk II. István gróf már fáradt öregember volt, így tisztségeit fiaira bízta. Közülük Pál már 1272-ben átvette az uralmat Trauban, majd a következő évben Spalatóban is. Apjuk még büszkén szemlélte, ahogy fiai átveszik örökségüket, majd 1274. augusztus 6-án elhunyt. Zavartalan uralmukat azonban megzavarta a Spalato és Trau közötti ellentét. 1274-ben Spalato és Sebenico népe összefogott Trau ellen, ami miatt úgy tűnt, hogy a grófok között is szakadás támadt. Amíg Pál és György Spalato és Sebenico oldalán álltak, addig fiatalabb testvérük János, valamint Jakab gróf fia Radoslav Traut támogatták. Erre Trau, mely addig meglehetősen hűvös viszonyt tartott László királlyal most mégis hozzá fordult segítségért. László király válaszul utasította Györgyöt és Sebenico tanácsát, hogy többé ne illessék Trau polgárait, akiket „különleges kegyelmében és védelmében” részesített. Pál és György azonban figyelmen kívül hagyták a király figyelmeztetését, és Spalato megtámadta Klissza várát, melynek várnagya a trauiak híve volt. Míg a támadás kudarcot vallott, Pálnak 1274 tavaszán sikerült uralma alá hajtani Traut. Pál és György részt vettek a Sebenico és Trau között, a sebenicoi egyház hovatartozása körül zajlott vitában is. Támogatták Sebenicot, és sürgették egyházának elszakadását a traui egyházmegyétől. Ezt követően 1274 második felében Pált rövid időre eltávolították báni tisztségéből, de a következő év nyarán visszatért hivatalába. Gutkeled Miklós bán nagy erőfeszítéseket tett konfliktus lecsillapítására, melyet az 1277. június 30-án aláírt szerződéssel el is ért. 
1278-ra már a Šubićok uralták az összes tengerparti várost a Velebit-hegységtől délre, de a birtokukban lévő földek nem alkottak egységes területet, a vármegyék és várak birtoklásáért pedig más nemesi családokkal is versengtek. 
Bátyja Pál még ez évben beavatkozott a velenceiek és a Kačićok közötti, 1276 óta dúló konfliktusba és megszerezte Omiš városának és Brač szigetének irányítását. Fivérét Šubić I. Györgyöt Omiš grófjává nevezték ki, Mladen pedig 1278-ban Spalato városát vette át bátyjától. 1286-ban és különösen 1287-ben a velenceiek mindent megtettek, hogy fenntartsák a sok vérrel megszerzett területeket. 1287 októberében a velencei nagytanács úgy döntött, hogy felszereli és elindítja a flottát az omišiak ellen, egyúttal a trauiakat is fellázították a Šubićok uralma ellen, de mindhiába. A Šubićok mindenütt meg tudták tartani hatalmukat. 1288-ban Pál fivéreivel, Györggyel és Mladennel béketárgyalásokat kezdett Velencével. Hosszas tárgyalások után 1290 májusában megkötötték a békeszerződést. A Šubićok követei a tárgyalásokon garantálták, hogy az omiši kalózok nem támadnak velencei hajókra, és nem fognak az Adriai-tenger északi részén hajózni. Elismerte a velencei fennhatóságot Hvar és Brač szigete felett. Trau, Sebenico és Spalato városok vállalták, hogy 20 000 fontot fizetnek Velencének garanciaként. A velenceiek garantálták, hogy nem támadják meg Pál területeit, és szabad utat biztosítottak bátyjának, I. Györgynek itáliai utazásai során.
IV. László király 1290-ben utód nélkül bekövetkezett halálával örökösödési háború robbant ki az Árpád-házból származó, a magyar nemesek többsége által támogatott III. András és a horvát nemesség nagy részének támogatását élvező trónkövetelő Martell Károly salernói herceg között. A Károlyt támogató nemesi családok között volt a Šubić család is.  Az Anjouk korábbi jó kapcsolataik miatt elsősorban a Šubićokhoz fordultak, András szövetségese pedig Babonić István szlavón bán lett. Ennek eredményeként a Šubićok és a Babonićok között vita alakult ki a Bihács melletti Drežnik megye ügyében, amelyet András a Babonićoknak, míg az Anjouk a Šubićoknak adományoztak. A Nápoly és a Šubićok közötti jó kapcsolatok abból is láthatók, hogy Šubić György már 1285-ben hosszabb ideig Nápolyban tartózkodott, mivel egy írásos dokumentumban II. Károly király elrendelte, hogy készítsenek gályát, hogy „György herceg, hűséges tanácsadó” visszatérhessen hazájába. 1290 júliusában György ismét Itáliába, Rómába és valószínűleg Nápolyba készült. 1291. november 28-án Károly salernói herceg engedélyezte egy bizonyos Jursionak, hogy Póla kikötőjéből szállítson gabonát Horvátországba és Dalmáciába Šubić Pál és testvérei György és Mladen szükségleteire.
1292-ben Martel Károly apja, II. Károly nápolyi király fia nevében odaadományozta a Šubić családnak egész Horvátország örökös jogait „minden báróval, vazallussal, városokkal, várakkal és falvakkal, a szomszédos szigetekkel és minden joggal és tartozékkal" a Gvozd-hegységtől a Neretva folyóig, kivéve Horvátország legnyugatibb részét, amelyet a Frangepánok uraltak. Közben azonban III. Andrásnak is sikerült megszilárdítani hatalmát azzal, hogy a nemesség elfogadta királynak, és rövid békeidőszak következett. A békéhez hozzájárult, hogy 1294-ben András király Šubić Pált Pált Horvátország és Dalmácia örökös bánjának ismerte el, ráadásul 1295-ben meghalt a trónkövetelő Martell Károly, akinek trónigényét így fia, a kiskorú Károly Róbert örökölte. 1294-ben újabb harcok dúltak Omišért Velencével, melyek során Omiš vára továbbra is György uralma alatt maradt. Az ezt követő békében György ismét megígérte Velencének, hogy Omiš nem támadja meg a velencei hajókat, valamint nem háborgatják Brač és Hvar szigetének lakóit.
1297 végén, vagy 1298 elején György ismét Itáliában járt, ahol Mária királynéval tanácskozott és hűségéről biztosította őt. Ezután VIII. Bonifác pápához ment, aki ugyancsak támogatásáról biztosította Károly Róbert trónigényével kapcsolatban. A pápa 1298. május 1-jén levelet írt a spalatói és a zárai érseknek, melyben úgy döntött, hogy véget vet Sebenico és Trau örökös viszályának mivel a traui püspök folyamatosan azon munkálkodott, hogy Sebenicót hatalmában tartsa. Megparancsolta az érseknek, hogy Sebenico templomát székesegyházi, magát a települést pedig városi rangra (oppidum Sibenicense in civitatem) emelje. A sebenicoói püspököt a spalatói érseknek rendelte alá. 1299-ben II. Károly megerősítette Šubić Pál és testvérei minden jelenlegi és jövőbeli birtokát, azzal a feltétellel, hogy a Šubićok csapatokat biztosítanak az Anjou hadjáratokhoz. 1300 januárjában György felkereste a pápát Rómában és az Anjoukat Nápolyban. Meggyőzte II. Károlyt, hogy érvényesítse unokája trónigényét, és szervezze meg unokája, Károly Róbert utazását az Adriai-tengeren keresztül Spalato városába. György és Károly Róbert augusztusban érkezett Spalatoba. Innen Pál elkísérte Károlyt Zágrábba. 
1301 januárjában meghalt III. András, erre Károly Esztergomba sietett, ahol 1301 tavaszán megkoronázták, de a Šubićok ekkor már uralmuknak a Boszniai Bánságra való kiterjesztésére összpontosítottak. Boszniában már 1301-ben lázongások folytak István bán ellen. Ezt kihasználva Šubić Pál és öccse, I. Mladen felosztották Bosziát egymás között.  1302 tavaszán Šubić I. Mladen István bosnyák bán ellen vonult, és májusra átvette az irányítást a bánság nagy részén egészen a keleti Drina folyóig. Eközben György a tengerparti városokra ügyelt, omiši alattvalói pedig ismét hozzáfogtak ősi mesterségükhöz, a kalózkodáshoz. Egyik alkalommal más dalmát városok hajói fosztogatták, majd a velencei kereskedelmi hajókra csaptak le, sőt egészen Dél-Itália partjaiig portyáztak, ahol már a nápolyi alattvalókat zaklatták. Ortonára annak ellenére csaptak le, hogy a város a szabad hajózásért adót is fizetett. 
Ezért különösen nagy volt a felháborodás György és alattvalói ellen, aki a dalmát városokat és a nápolyi királyt még valahogy kibékítette, de Velence nem akart belenyugodni az ismételt támadásokba. Az 1294-ben tíz évre kötött békeszerződésre hivatkoztak és követelték a dalmát városoktól a szerződésbe foglalt bírság megfizetését. Trau, Sebenico és Spalato meg is kezdték az összegek kifizetését. Testvére Pál azonban éktelen haragra gerjedt György iránt, aki menekülőre fogta. A Velencei Köztársaság 1302 júliusában meg is engedte György grófnak, hogy családjával, barátaival és vagyonával Velencébe menjen, és egy évig ott maradjon. Nem tudjuk, hogy György valóban elment-e Velencébe, de az biztos, hogy 1303. július 4-én még Klisszában volt. Ugyancsak Klisszából még kiadott egy oklevelet, melyben arról rendelkezett, hogy halála után a trauiak adják vissza a Spalato és Trau határán fekvő Podmorje földjét, melyet egykor használatra adtak át neki. Valószínűleg nem sokkal ezután elhunyt.